# Cloche de restaurant
Pour les articles homonymes, voir Cloche (homonymie).

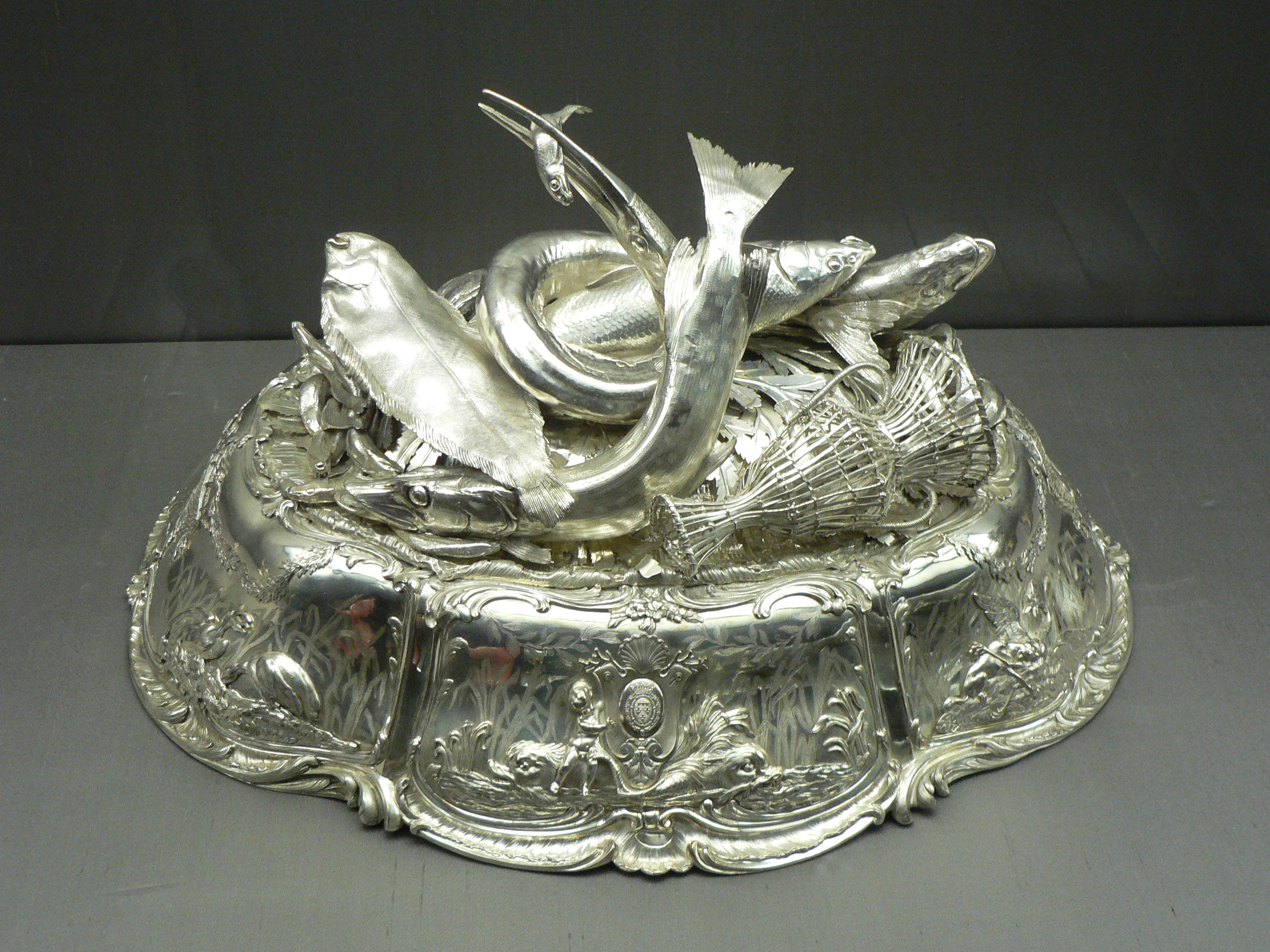
Cloche en argent.

Dans les arts de la table, une cloche est un couvre-plat disposé sur une assiette permettant de maintenir un plat à température. Elle agit exactement comme un couvercle.
Lors du service, on peut apporter le plat cloché à la table et enlever l'ustensile devant le client, signe de raffinement ; cette pratique remonterait au milieu du XVIIIe siècle.
Plus récemment, il existe des cloches pour pipe fumoir afin de conserver la fumée en contact avec les aliments le plus longtemps.